# Nils Westerdahl
Nils Edvard August Westerdahl, född 1 maj 1885 i Stockholm, död 23 april 1970, var en svensk företagare.

## Biografi
Nils Westerdahl var son till Emma och Julius Westerdahl och övertog vid unga år driften av den av fadern ägda Öhmans Spisbrödsfabrik i Stockholm, och engagerade sig senare med ägande och styrelsearbete i ett flera andra företag i Stockholm. 
Efter Krügerkraschen 1932 utsåg Svenska Inteckningsgaranti AB (SIGAB) honom till styrelseordförande i Stille-Werner, som hamnat under banken efter att ha gått i konkurs. Under hans ledning utvecklade sig Stille-Werner starkt, och han övertog också ägandet 1938.
Han sålde knäckebrödsfabriken 1941 till Wasabröd i Filipstad. Han var under 1930- och 1940-talen ledamot i flera företag inom livsmedels- och kemisk-teknisk industri, vilka sedan mitten av 1930-talet hade anlitat kretsen kring The Svedberg för uppdragsforskning. Han verkade i denna kapacitet för att etablera LKB-laboratoriet i Alvik och det till detta associerade företaget LKB Produkter i början av 1940-talet. Initiativtagare till dessa var på forskarsidan The Svedberg och gruppen forskare runt honom, bland andra Sven Brohult. På industrisidan fanns dels en grupp företag, där Nils Westerdahl fanns med i styrelserna och som gav avtryck i laboratorie- respektive företagsnamnen ("L" som i Liljeholmens Stearinfabrik, "K" som i Kema AB (med Barnängens och Fabriken Tomten AB) samt "B" som i (Bryggerierna, och snusfabrikören Robert Ljunglöf.
I samband med att storbyggmästaren Olle Engkvist bolagiserade sin byggverksamhet 1945 ingick Westerdahl i styrelsen för Olle Engkvist Byggnads AB, senare Bygg-Oleba.
Nils Westerdahl var från 1927 ägare till motoryachten Alba, en Hugo Schubertkryssare med stålskrov. 
Nils Westerdahl var gift med Jenny Westerdahl och hade en dotter.